# 반송로 (부산)
반송로(盤松路)는 부산광역시 연제구 연산동 연산 교차로와 기장군 기장읍 동부리 교리삼거리를 잇는 부산광역시의 도로이다. 전 구간 부산광역시도 제91호선에 속하며, 안락교차로에서 기장읍까지는 국도 제14호선과 중복된다.

## 연혁
- 2009년 7월 8일 : 2개 이상 구·군에 걸쳐 있는 도로로 반송로를 고시[1]

## 주요 경유지
부산광역시
- 연제구 - 동래구 - 금정구 - 해운대구
- 기장군 (철마면 - 기장읍)

## 노선
- 연한 분홍색(■): 국도 제14호선 중복 구간

| 이름                        | 접속 노선                                                                                            | 소재지     | 소재지 | 비고 |
| --------------------------- | --- | ---------- | ------ | ---- |
| 연산 교차로 (연산역)        | 부산광역시도 제36호선 (월드컵대로) 부산광역시도 제61호선 (중앙대로) 부산광역시도 제6103호선 (고분로) | 부산광역시 | 연제구 | 기점 |
| 과정 교차로                 | 부산광역시도 제79호선 (과정로) 거제천로                                                              | 부산광역시 | 연제구 |      |
| 연안교                      | | 부산광역시 | 연제구 |      |
| 동래구                      | | 부산광역시 |        |      |
| 안락 교차로                 | 국도 제14호선 부산광역시도 제40호선 (충렬대로) 충렬대로350번길                                       | 부산광역시 |        |      |
| 충렬사역                    | | 부산광역시 |        |      |
| 명장역                      | 명장로                                                                                               | 부산광역시 |        |      |
| 금사입구 교차로             | 서동중심로 명장로63번길                                                                              | 부산광역시 |        |      |
| 서동역                      | | 부산광역시 | 금정구 |      |
| 금사 교차로                 | 부산광역시도 제9101호선 (서동로) 개좌로                                                              | 부산광역시 | 금정구 |      |
| 금사역                      | | 부산광역시 | 금정구 |      |
| 금사 나들목                 | 부산광역시도 제11호선 (번영로) 공단동로                                                              | 부산광역시 | 금정구 |      |
| 동천교                      | | 부산광역시 | 금정구 |      |
| 해운대구                    | | 부산광역시 |        |      |
| 석대사거리                  | 부산광역시도 제44호선 (수영강변대로)                                                                 | 부산광역시 |        |      |
| 반여농산물시장역            | | 부산광역시 |        |      |
| (이름 없음)                 | 선수촌로                                                                                             | 부산광역시 |        |      |
| (석대동)                    | 부산광역시도 제81호선 (석대로)                                                                       | 부산광역시 |        |      |
| 새반송로 북단               | 부산광역시도 제9102호선 (반송순환로)                                                                 | 부산광역시 |        |      |
| 반송1호교 교차로 (영산대역) | 아랫반송로                                                                                           | 부산광역시 |        |      |
| 반송2호교 교차로            | 윗반송로                                                                                             | 부산광역시 |        |      |
| 윗반송역                    | 반송로916번길 반송로924번길                                                                          | 부산광역시 |        |      |
| 운봉삼거리 (고촌역)         | 윗반송로                                                                                             | 기장군     | 철마면 |      |
| (고촌마을입구)              | 고촌로                                                                                               | 기장군     | 철마면 |      |
| 안평역                      | 안평로                                                                                               | 기장군     | 철마면 |      |
| 안평차량사업소              | | 기장군     | 철마면 |      |
| 철마삼거리                  | 부산광역시도 제9104호선 (철마로)                                                                     | 기장군     | 철마면 |      |
| 쌍다리재                    | | 기장군     | 철마면 |      |
| 기장읍                      | | 기장군     |        |      |
| (이름 없음)                 | 읍내로                                                                                               | 기장군     |        |      |
| 중앙사거리                  | 부산광역시도 제2305호선 (차성로)                                                                     | 기장군     |        |      |
| 기장철도육교                | | 기장군     |        |      |
| 교리삼거리                  | 국도 제14호선 부산광역시도 제91호선 (기장대로)                                                       | 기장군     | 종점   |      |

## 주요 건물 및 시설
- 연일지구대 (부산광역시 연제구 반송로 18)
- 홈플러스 부산연산점, 연산1치안센터 (부산광역시 연제구 반송로 88)
- 충렬사역 (부산광역시 동래구 반송로 지하205)
- 충렬지구대 (부산광역시 동래구 반송로 207)
- 명장역 (부산광역시 동래구 반송로 지하281)
- 명장정수장 (부산광역시 동래구 반송로 310)
- 서동119안전센터 (부산광역시 동래구 반송로 331)
- 서동역 (부산광역시 금정구 반송로 387)
- 금사역 (부산광역시 금정구 반송로 465)
- 반여농산물시장역 (부산광역시 해운대구 반송로 550)
- 영산대역 (부산광역시 해운대구 반송로 803)
- 운송초등학교 (부산광역시 해운대구 반송로 839)
- 반송보건지소 (부산광역시 해운대구 반송로 853)
- 윗반송역 (부산광역시 해운대구 반송로 917)
- 고촌역 (부산광역시 기장군 철마면 반송로 991)
- 안평역 (부산광역시 기장군 철마면 반송로 1101)
- 안평차량사업소 (부산광역시 기장군 철마면 반송로 1180)